# 梁舒涵
梁舒涵（1989年9月5日—），出生於台灣，台灣女演員，畢業於國立台灣藝術大學戲劇學系，父親為報紙行業資深攝影記者梁偉華，母親為兩屆電視小金鐘獎最佳導演（導播）獎得主，小7歲的弟弟梁恩誌大學畢業後進入台灣《蘋果日報》娛樂中心從事攝影記者。梁舒涵在大學時期開始當起爸爸的攝影助理，也從事幕後選角工作人員近5年，此間也參與許多戲劇節目類客串性質演出。2018年梁舒涵於《女兵日記》飾演「葉素娥」而爆紅 ，2019年以該角色獲得第54屆金鐘獎－戲劇節目新進演員獎。
2020/05因個人因素離開女力報到-最佳拍檔，相隔一年半，2021/10回歸女力報到-愛的故事

## 作品

### 電視劇
| 年份   | 頻道             | 劇名                   | 飾演                      |
| 2009年 | 大愛電視台       | 阿爸的願望             | 啟惠                      |
| 2011年 | 大愛電視台       | 美麗如卿               | 佩佩                      |
| 2012年 | 中視             | 愛情來了請打卡         | 小蓁                      |
| 2013年 | 中視             | 鑑識英雄               |                           |
| 2014年 | 大愛電視台       | 河畔卿卿               | 靜芬                      |
| 2014年 | 大愛電視台       | 歸·娘家                | 蘇菊(女主角年輕時)        |
| 2015年 | GOODTV           | 幸福小學堂             | 學姊                      |
| 2015年 | 台視             | 天若有情               | 宋秋月                    |
| 2015年 | 公視             | 燦爛時光               | 李天明前女友              |
| 2015年 | 壹電視           | 老闆沒說的事           | A-mei                     |
| 2016年 | 大愛電視台       | 我綿一家人             | 鄭束緣                    |
| 2016年 | 公視             | 魔幻對決               | 鬼鬼                      |
| 2016年 | 愛奇藝           | 瘋狂的鑽石             | 琪琪                      |
| 2017年 | 民視             | 機密訊號               | 護理師(小堇)              |
| 2017年 | 台視             | 植劇場－五味八珍的歲月 | 護理師                    |
| 2018年 | 台視             | 我的男孩               | 工作室的同事              |
| 2018年 | 大愛電視台       | 黃金大天團             | 郭欣欣                    |
| 2018年 | TVBS歡樂台       | 女兵日記               | 葉素娥                    |
| 2018年 | TVBS歡樂台       | 女兵日記女力報到       | 葉素娥                    |
| 2019年 | 大愛電視台       | 掌中人生               | 蔡美華                    |
| 2019年 | TVBS歡樂台       | 天堂的微笑             | 葉素娥                    |
| 2019年 | TVBS歡樂台       | 女力報到－小資女上班記 | 葉素娥                    |
| 2020年 | TVBS歡樂台       | 女力報到－愛神出任務   | 葉素娥                    |
| 2020年 | TVBS歡樂台       | 女力報到－最佳拍檔     | 葉素娥                    |
| 2020年 | 三立都會台、華視 | 廢財闖天關             | 邵瑜芳                    |
| 2021年 | 三立都會台、華視 | 廢財闖天關2            | 邵瑜芳                    |
| 2021年 | TVBS歡樂台       | 女力報到－愛的故事     | 葉素娥                    |
| 2021年 | TVBS歡樂台       | 機智校園生活           | 葉素娥                    |
| 2022年 | 台視             | 美麗人生               | 尤宜芳/高梅玉(外號：美女) |
| 2025年 | Netflix          | 童話故事下集           | 廖曉琪                    |
| 2025年 | 大愛電視台       | 生日快樂               | 廖麗敏                    |

### 電視電影
| 年 份  | 播出頻道 | 劇 名                    | 飾 演  | 備 註 |
| 2014年 | 公視     | 《人生劇展－傑克的爺爺》 | 婷婷   | 客串  |
| 2017年 | 公視     | 《人生劇展－野模日記》   | Yoko   | 客串  |
| 2019年 | 公視     | 《人生劇展－大潮》       | 舒涵   | 客串  |
| 2020年 | 公視     | 《人生劇展－沉默之槍》   | 溫欣敏 | 主演  |

### 短片／微電影
| 年 份         | 劇 名                                    | 飾 演      | 性質   | 備 註    |
| 2015年6月16日 | 《12星座女生篇：被曖昧對象約喝酒的反應》 | 12星座女生 | 女主角 | 超商廣告 |
| 2019年3月24日 | 《大大的勇氣》                           | 大大       | 女主角 | 性別平等 |
| 2019年4月9日  | 《女孩卡卡》                             | 盧以婷     | 女主角 | 特殊教育 |
| 2021年        | 《講話沒有在聽》                         | 李慧芳     | 女配角 |          |

### 音樂錄影帶
| 年 份 | 歌手                                                                                               | 歌 曲             | 備 註                                    |
| 2020  | 陳謙文、楊晴、羅平、李宣榕、梁舒涵、鯰魚哥、梁瀚名、尹彥凱、楊雅筑、王上菲、王沛語、游小白、林曜晟 | 《微笑的力量》    | TVBS防疫多點愛                           |
| 2021  | 李宣榕、梁舒涵                                                                                     | 《親愛的》        |                                          |
| 2022  | 尹彥凱                                                                                             | 《謝謝我 謝謝你》 | 與梁瀚名、鯰魚哥、游小白、方語昕共同參與 |
| 2023  | B.T.O.D                                                                                            | 《要不要約一下》  | 舞曲                                     |
| 2023  | B.T.O.D、夏沐                                                                                      | 《5678》          |                                          |
| 2023  | 梁舒涵、B.T.O.D                                                                                    | 《我相信(Remix)》 |                                          |
| 2024  | 梁舒涵                                                                                             | 《粉紅泡泡》      | 7-ELEVEN高雄櫻花季主題曲                 |

### 出版書籍
| 年份   | 書名                                               | 出版社   |
| 2024年 | 我是梁舒涵：只要比昨天的我更進步一點點，我就贏了！ | 布克文化 |

## 音樂作品

### 單曲
| 年 份 | 歌手                                                                                               | 歌 曲             | 備 註                    |
| 2020  | 陳謙文、楊晴、羅平、李宣榕、梁舒涵、鯰魚哥、梁瀚名、尹彥凱、楊雅筑、王上菲、王沛語、游小白、林曜晟 | 《微笑的力量》    | TVBS防疫多點愛           |
| 2021  | 李宣榕、梁舒涵                                                                                     | 《親愛的》        |                          |
| 2023  | 梁舒涵、B.T.O.D                                                                                    | 《我相信(Remix)》 |                          |
| 2024  | 梁舒涵                                                                                             | 《粉紅泡泡》      | 7-ELEVEN高雄櫻花季主題曲 |

## 獎項紀錄
| 年 份  | 頒獎典禮           | 獎 項              | 劇 名        | 角 色  | 結 果 |
| 2019年 | 第54屆金鐘獎       | 戲劇節目新進演員獎 | 《女兵日記》 | 葉素娥 | 獲獎  |
| 2019年 | 第24屆亞洲電視大獎 | 最佳女主角         | 《女兵日記》 | 葉素娥 | 提名  |

## 外部連結
- 梁舒涵的Facebook專頁
- 梁舒涵的Instagram帳戶